# Brookhaven (Mississippi)
Brookhaven é uma cidade localizada no estado americano de Mississippi, no Condado de Lincoln.

## Demografia
Segundo o censo americano de 2000, a sua população era de 9861 habitantes. 
Em 2006, foi estimada uma população de 9983, um aumento de 122 (1.2%).

## Geografia
De acordo com o United States Census Bureau tem uma área de 
19,0 km², dos quais 19,0 km² cobertos por terra e 0,0 km² cobertos por água. Brookhaven localiza-se a aproximadamente 153 m acima do nível do mar.

## Localidades na vizinhança
O diagrama seguinte representa as localidades num raio de 36 km ao redor de Brookhaven. 